# Grand Prix Saúdské Arábie
Grand Prix Saúdské Arábie (anglicky Saudi Arabian Grand Prix, arabsky جائزة السعودية الكبرى‎) je závod vozů Formule 1, který se poprvé uskutečnil v sezóně 2021. První ročník se konal ve městě Džidda. Závod je čtvrtým celonočním závodem v kalendáři po Bahrajnu, Singapuru a Kataru.

## Historie
V srpnu 2019 byly zveřejněny plány na vybudování stálého komplexu motoristického sportu zvaného Qiddiya, který se má nacházet ve městě Rijád. Projekt navrhla společnost Test and Training International, což je poradenská společnost v oblasti motorsportu která je vedená bývalým jezdcem Formule 1 Alexanderem Wurzem, s cílem vytvořit okruh světové třídy, který bude schopný hostit všechny kategorie FIA až po Formuli 1. V lednu 2020 byly plány na závodní okruh v Qiddiya oficiálně potvrzeny na akci, kde se vedle současných a bývalých jezdců Formule 1 objevil i designér tratí Wurz. Všichni účastníci akce dostali příležitost projet si okruh na závodním simulátoru. Během akce bylo potvrzeno, že trať byla navržena podle standardů FIA a FIM Grade 1. Vedení Formule 1 tehdy odmítlo komentovat možnost zde závodit.
Grand Prix Saúdské Arábie se poprvé objevila na prvním návrhu prozatímního kalendáře Formule 1 pro sezónu 2021, který byl týmům představen na zasedání komise Formule 1, které se konalo v říjnu 2020. Podle návrhu bylo přeneseno všech 22 závodů z původního kalendáře sezóny 2020 do kalendáře sezóny 2021 s přidáním Saúdské Arábie. V listopadu 2020 bylo oznámeno, že město Džidda bude hostit první Grand Prix Saúdské Arábie ve spolupráci se Saúdskou automobilovou a motocyklovou federací. Okruh Jeddah Corniche Circuit se nachází podél břehu Rudého moře.

## Kritika
Grand Prix obdržela kritiku od Amnesty International na základě lidských práv v Saúdské Arábii. Rozhodnutí o konání Grand Prix odsoudila také Human Rights Watch s argumentem, že „je součástí cynické strategie odvrátit pozornost od porušování lidských práv v Saúdské Arábii.“ V únoru 2021 vyzvalo 45 organizací pro lidská práva Lewise Hamiltona, aby bojkotoval Grand Prix.
Během předávání cen při EPrix Ad Diriyah 2021 vláda Saúdské Arábie pomocí rakety Patriot zneškodnila střelu nad Rijádem poblíž města Diriyah, kterou údajně vypálili jemenští rebelové Hútíové. Tato událost vyvolala obavy z nadcházející Grand Prix Saúdské Arábie, ohledně bezpečnosti personálu, týmů a jezdců. Formule 1 později prohlásila, že nikdy nepůjde do oblastí s vysokým bezpečnostním rizikem. Zároveň také uvedla, že má plnou důvěru v to, že saúdská vláda a její agentury mají jak technologie, tak schopnosti zajistit tuto událost bezpečnou.

## Okruh
Okruh je nejrychlejším městským okruhem v kalendáři Formule 1. Vozy zde dosahují průměrné rychlosti přesahující 250 km/h. Zároveň je třetím nejdelším okruhem v kalendáři Formule 1 (delší jsou pouze Circuit de Spa-Francorchamps a Las Vegas Strip Circuit). Okruh je postaven v rezortu Jeddah Corniche sousedícím s Rudým mořem a navrhl jej Carsten Tilke, syn Hermanna Tilkeho.

## Vítězové Grand Prix Saúdské Arábie

### Opakovaná vítězství (jezdci)
| Počet vítězství | Jezdec         | Roky       |
| --------------- | -------------- | ---------- |
| 2               | Max Verstappen | 2022, 2024 |

### Opakovaná vítězství (týmy)
| Počet vítězství | Konstruktér | Roky             |
| --------------- | ----------- | ---------------- |
| 3               | Red Bull    | 2022, 2023, 2024 |

### Opakovaná vítězství (dodavatelé motorů)
| Počet vítězství | Dodavatel  | Roky       |
| --------------- | ---------- | ---------- |
| 2               | Mercedes   | 2021, 2025 |
| 2               | Honda RBPT | 2023, 2024 |

### Vítězové v jednotlivých letech
| Rok  | Jezdec         | Konstruktér         | Trať                    | Výsledky |
| ---- | -------------- | ------------------- | ----------------------- | -------- |
| 2025 | Oscar Piastri  | McLaren-Mercedes    | Jeddah Corniche Circuit | Výsledky |
| 2024 | Max Verstappen | Red Bull-Honda RBPT | Jeddah Corniche Circuit | Výsledky |
| 2023 | Sergio Pérez   | Red Bull-Honda RBPT | Jeddah Corniche Circuit | Výsledky |
| 2022 | Max Verstappen | Red Bull-RBPT       | Jeddah Corniche Circuit | Výsledky |
| 2021 | Lewis Hamilton | Mercedes            | Jeddah Corniche Circuit | Výsledky |